# コールドハム・ホール
コールドハム・ホール（英: Coldham Hall）は、サフォーク・スタニングフィールド教区に位置する、1574年建造の第1級 (Grade I) イギリス指定建造物である。屋敷はロウシャルに程近く、地所の一部がロウシャルの教区に含まれる。
コールドハム・ホールはチューダー様式のカントリー・ハウスで、スタニングフィールドに住むサー・ロバート・ルックウッド（Sir Robert Rookwood、姓は Rokewood、Rokewode とも）のために建造された。2階建てのこの建物ではグレート・ホール（大広間）が特に有名で、東西に走る32メートルの屋根裏を備えた長いギャラリーも存在する。1770年頃に行われた内部改装では、ギャラリーに隣接して漆喰仕上げのローマ・カトリックのチャペルが作られた。19世紀半ばには、東側と南側にロッジアを作るなどの改装が行われたが、はめかえられた裏手の窓や北側の使用人棟以外は、ほとんど残っていない。1980年頃にはこれらの改装を元に戻す工事が行われた。
2002年には、映画プロデューサー・監督のマシュー・ヴォーン、ファッションモデルのクラウディア・シファー夫妻が500万ポンドでこの屋敷を買い取った。

## 歴史

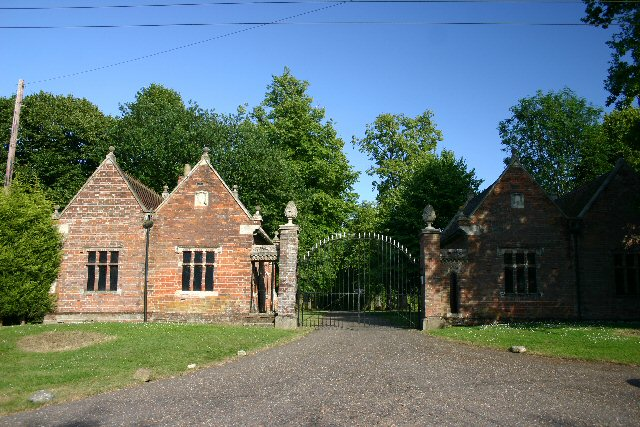
エントランス・ロッジ

ロバート・ロックウッドにより1574年に建造された後、1869年までの約3世紀にわたって、コールドハム・ホールはロックウッド家の資産であった。屋敷は「H」型をしているが、これはヘンリー8世に敬意を表したものである。「コールドハム・ホール」という名前は、エリザベス1世が屋敷を訪れた際、冷たいハムを出されて憤慨し名付けたものとされている。
屋敷の住人には、火薬陰謀事件に関与し1606年に処刑されたアンブローズ・ルックウッド（サー・ロバートの息子）などがいる。ルックウッド家は敬虔なローマ・カトリック教徒という伝統を守り続けたが、これは地所にある2つのチャペルと複数のプリースト・ホール（司祭の隠れ家）から見て取れる。屋敷のあるスタニングフィールドとロウシャルは、プロテスタントが優勢な地域にあって、中世から現代までローマ・カトリックが継続して信仰されたという点で、歴史的に興味深い場所である。
所有権は1869年までルックウッド家にあったが、地所は女系を辿ってヘングレイヴのゲイジズ (Gages) へ引き継がれ、1840年代にはロバート・テイラー (Robert Taylor) へ賃貸しされるようになった。1869年には、リチャード・ホルト＝ロマックス (Richard Holt-Lomax) へ地所が売却され、ホルト＝ロマックス家は1893年までこれを所有した。
1893年には、陸軍中佐のヘンリー・トラフォード＝ローソンが屋敷を買い上げ、コールドハムを狩猟地として開発し、屋敷近くにある古い植え込みを拡張したり、新しいブロックを設置したりした。中佐の息子でウェスト・ヨークシャー連隊に所属していたジョン・ヘンリー・エドマンド・トラフォード＝ローソン大尉が第一次世界大戦中のソンムの戦いで死んだ後、コールドハムの地所は1918年にエヴェラード・ハンブロー大佐 (Colonel Everard Hambro) が買い取り、1952年に死亡するまでこの屋敷で暮らし続けた。ハンブローが亡くなった年、屋敷はリチャード・デュース (Richard Duce) に買い取られ、デュースはマーガレット・サッチャーのアドバイザーを務めたデイヴィッド・ハートが1979年にこの屋敷を買い取るまで、27年間屋敷を所有した。
その後デンマークのビジネスマンであるイェンス・ピロの所有期間を挟み、映画プロデューサー・監督のマシュー・ヴォーン、ファッションモデルのクラウディア・シファー夫妻が屋敷を手に入れた。夫妻は500万ポンドで買い取り、この屋敷で結婚式を挙げた。シファーによれば、当初は週末だけロンドンを離れて過ごす別荘だったというが、後にサフォークへ完全移住している。2014年には時計塔が焼失する事故があった。

## 庭園

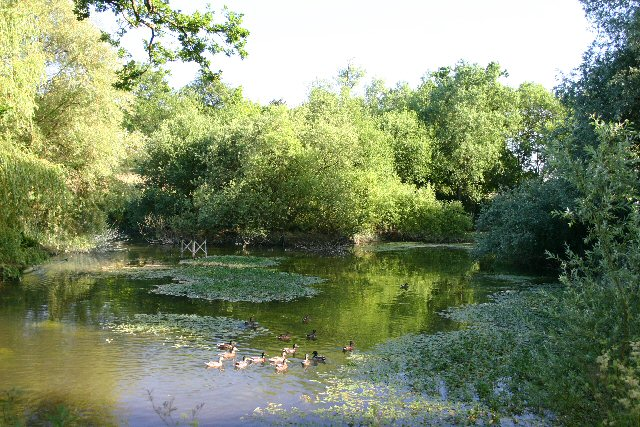
アヒル池

地所には屋敷に向かう並木道があり、低地にある2つの小池を渡るとラーク川に繋がる。屋敷の脇には昔からの歩道があり、教区民たちはここから邸宅の姿を眺めることができた。

## コミュニティ
以前のコールドハム・ホールは、スタニングフィールドとロウシャルの地元コミュニティと強いつながりを持っており、多くの地元女性が母屋で使用人として働いたほか、地元男性も地所の農作業労働者や馬丁として雇われた。1920年代には、スタニングフィールドのエマンシペイション・チャペル (the Emancipation Chapel) で、使用人の子どもたちを集めたクリスマス・パーティが開かれていた。
ロウシャルのベリー・ロード (Bury Road) に面したメイン・エントランス近くの運動場は、長年サッカーやクリケットの競技場として盛んに使われていた。クラブは40年以上前に移転したが、コールドハム・ホールFC (the Coldham Hall Football Club) は現在もベリー&ディストリクト日曜サッカーリーグ (the Bury & District Sunday Football League) でプレーしており、ハーテスト&コールドハム・ホール・クリケット・クラブはハンツ・カウンティ・バッツ・サフォーク・クリケット・リーグ (Hunts County Bats Suffolk Cricket League) でプレーしている。
マーガレット・サッチャーのアドバイザーを務めたデイヴィッド・ハートは、毎年11月5日のガイ・フォークス・ナイトに地元住民をコールドハム・ホールに招き、花火とこれに合わせたブラスバンド演奏を行って、地所と火薬陰謀事件との関係に思いを馳せつつ地元コミュニティとの関係を維持した。
民間伝承としては、コールドハム・ホールと、1マイル南のロウシャルにある16世紀の建物ロウシャル・ホールとの間に、トンネルが掘られているという伝説がある。